# Ken Roche
Ken Roche, właśc. Kenneth James Roche (ur. 24 października 1941) – australijski lekkoatleta, płotkarz i sprinter, dwukrotny mistrz igrzysk Imperium Brytyjskiego i Wspólnoty Brytyjskiej, olimpijczyk.
Zwyciężył w biegu na 440 jardów przez płotki (przed Kimaru Songokiem z Kenii i Bensonem  Ishiepai z Ugandy), a także zajął 4. miejsca w biegu na 440 jardów oraz w sztafecie 4 × 440 jardów na igrzyskach Imperium Brytyjskiego i Wspólnoty Brytyjskiej w 1962 w Perth. Na igrzyskach olimpijskich w 1964 w Tokio odpadł w ćwierćfinale biegu na 400 metrów, półfinale biegu na 400 metrów przez płotki i eliminacjach sztafety 4 × 400 metrówi.
Ponownie zdobył złoty medal w biegu na 440 jardów przez płotki (wyprzedzając Kingsleya Agbabokhę z Nigerii i Petera Wardena z Anglii oraz zajął 5. miejsce w sztafecie 4 × 440 jardów na igrzyskach Imperium Brytyjskiego i Wspólnoty Brytyjskiej w 1966 w Kingston.
Był mistrzem Australii w biegu na 440 jardów w 1961/1962, 1962/1963 i 1963/1964 oraz brązowym medalistą w biegu na 400 metrów w  1965/1966. W biegu na 440 jardów przez płotki był mistrzem w 1961/1962 i 1962/1963, wicemistrzem w 1963/1964 i brązowym medalistą w 1960/1961, a także wicemistrzem w biegu na 400 metrów przez płotki w 1965/1966 oraz brązowym medalistą w biegu na 220 jardów przez płotki w 1959/1960 i 1960/1961.
Rekord życiowy Roche’a w biegu na 400 metrów przez płotki wynosił 50,1 s; został ustanowiony 27 marca 1966 w Perth.
Jego córka Danni Roche zdobyła złoty medal w hokeju na trawie na igrzyskach olimpijskich w 1996 w Atlancie.